# Zelenivka (Jersón)
Zelenivka (en ucraniano: Зеленівка) es un pueblo ucraniano perteneciente al óblast de Jersón. Situado en el sur del país forma parte del raión de Jersón y del municipio (hromada) de Jersón.

## Toponimia
El nombre del lugar en ruso es Zelenovka (en ruso: Зеленовка).

## Geografía
Zelenivka se encuentra a 6,9 km al noreste de Jersón, a unos 10 km del comienzo del estuario del Dniéper. 

## Historia
En 1782 el pueblo fue nombrado Baliajivka (en ruso: Баляхивка) por primera vez y en 1783 apareció como Zelenovka. En 1789, el pueblo se llamó Rozhnovka (en ruso: Рожновка) hasta el año 1967 que se renombró Zelenivka. Se le concedió el estatus de asentamiento de tipo urbano en 1963.
Hasta el 18 de julio de 2020, Zelenivka fue parte del municipio de Jersón. El raión se abolió en julio de 2020 como parte de la reforma administrativa de Ucrania, que redujo el número de rayones del óblast de Jersón a cinco. El área del municipio de Jersón se fusionó con el raión de Jersón.En 2023, Zelenivka perdió el estatus de asentamiento de tipo urbano debido a la eliminación de este estatus administrativo.
La localidad estuvo ocupada por Rusia desde el 6 de marzo de 2022, tras el comienzo de la invasión rusa de Ucrania, hasta su liberación el 12 de noviembre de 2022 tras la retirada rusa del margen derecho del Dniéper.

## Demografía
La evolución de la población de Zelenivka entre 1989 y 2021 fue la siguiente:
| 5536                                                          | 5785 | 5844 | 5775 | 5736 |
| (Fuente: Cities & Towns of Ukraine y UKRAINE: Größere Städte) |      |      |      |      |

Según el censo de 2001, el 86,37% de la población son ucranianos y el 13,04% son rusos.

## Infraestructura

### Transporte
Zelenivka tiene acceso por carretera a Jersón, así como a la autopista M14, que conecta Jersón con Mikolaiv y Melitópol. La estación de tren más cercana, a unos 2 kilómetros al sur del asentamiento, es Jersón-Sjidnyi, en la línea que conecta Jersón y Snijurivka.  